# بوردر جيرل
بوردر جيرل هو الألبوم السادس للمغنية المكسيكية باولينا روبيو وصدر في حزيران من عام 2002. ويعد هذا الألبوم هو الألبوم الأول لباولينا باللغة الإنجليزية، وتضمن أنجح وأشهر أغانيها ومنها: Don't Say Goodbye, The One You Love, Casanova. الألبوم باع حوالي ثلاثة ملايين نسخة حول العالم.

## روابط خارجية
- بوردر جيرل على موقع أول موفي (الإنجليزية)